# Зеаглі-Дарваза
Зеаглі-Дарваза — туркменське газове родовище, виявлене в центральній частині пустелі Каракуми.
На родовищі виявлені численні газоносні пласти у відкладах верхньої крейди (туронський, сеноманський яруси) та нижньої крейди (альбський, аптський яруси). Глибина залягання покрівлі продуктивних пластів від 230 до 1300 метрів. За типом поклади відносяться до пластових та пластових літологічно екранованих, колектори — пісковики. Пористість коливається в межах 16 — 30 %.
Видобувні запаси Зеаглі-Дарваза оцінили у 67 млрд м3.
Родовище відкрили у 1959 році, проте ввели в розробку лише в 2009-му. В межах його облаштування спорудили установку підготовки пропускною здатністю 3 млрд м3 на рік.
Видача продукції родовища здійснюється через газопровід Зеаглі-Дарваза – Іл'яли.
В районі родовища знаходиться палаючий газовий кратер Дарваза, який утворився в 1971-му унаслідок аварії при проведенні бурових робіт.